# Споменик Гаврилу Принципу у Београду
Споменик Гаврилу Принципу је споменик у Београду. Налази се у насељу Савамала, у општини Савски венац, на простору Парку Гаврила Принципа, који се простире између четири улице: Кнеза Милоша на истоку, Адмирала Гепрата на северу, Балканске на западу и Немањине на југу.

## Подизање и изглед споменика
Споменик је посвећен Гаврилу Принципу, члану Младе Босне, који је 28. јуна 1914. године у Сарајеву извршио атентат на аустријског надвојводу Франца Фердинанда и његову супругу Софију.
Подигнут је 26. јуна 2015. године, а свечано је откривен два дана касније, на Видовдан. Ово је био заједнички пројекат Влада Србије и Републике Српске, а за место постављања изабран је Финансијски парк (данас Парк Гаврила Принципа), јер су на том простору боравили и састајали се младобосанци и одавде кренули за Сарајево.
Споменик је висине 2 метра, израђен је у бронзи, а поклон је Републике Српске. Израдио га је смедеревски вајар Зоран Кузмановић, који је првенствено урадио скултпуру Принципа за Републику Српску, где је она постављена 2014. године у Источном Сарајеву, а исти одливак је коришћен и за скулптуру у Београду.
На постољу споменика пише:
„Гаврило Принцип 1894—1918
Ал право је рекао пре Жерајић соко сиви: Ко хоће да живи нек’ мре,
Ко хоће да мре нек’ живи!
Дар Републике Српске Републици Србији, Видовдан 2015.

Благо томе, ко довијек живи имао се рашта и родити — Његошеви стихови уклесани на капели Видовданским херојима у Сарајеву у којој почивају Гаврило Принцип и другови.”.